# 葵涼花
葵 涼花（あおい りょうか、1995年6月24日 - ）は、新潟県柏崎市出身のアイドル、女優、動画配信者。旧芸名・本名は品田涼花（しなだ りょうか）。
フェアリープロジェクト所属。
2021年11月28日に、X（旧Twitter）にて活動休止を発表。その後、活動再開については発表されていない。

## 経歴
小学生の頃から、同じ柏崎市出身の映画監督・杉田愉の監督作品に常連出演。専門学校在学中の2017年に、新潟県十日町市第6第きもの女王に選ばれる。
フェアリーアイドル発掘オーディション2019にて、応募総数1,158名の中からグランプリを獲得し、アイドル活動を開始。
2021年11月28日に公式Twitterにて「運営及び本人の都合による全ての活動の停止」が告知された。

## 人物
特技は料理。趣味はゲーム、漫画、アニメ鑑賞。
尊敬している人物として水樹奈々、好きなコンテンツとして『ポケットモンスター』を挙げている。

## 出演
- 映画：『貝ノ耳』(2004年)/監督：杉田愉
- 映画：『キユミの詩集 サユルの刺繍』(2004年)/監督：杉田愉
- 映画：『キユミの肘 サユルの膝』(2006年)/ 監督：杉田愉
- 映画：『キユミの森 サユルの澱』(2013年)/ 監督：杉田愉
- 映画：『キユミの桃子 サユルの涼花』(2015年)/ 監督：杉田愉
- 舞台：『貘の皮を剥ぐ』(2021年)/メイホリック

## 受賞歴
- 新潟県十日町市第6代きもの女王(2017年)[4]
- 第4回関前諸島岡村島映画祭 最優秀俳優賞
- 門真国際映画祭2019 俳優鏡明賞

## 楽曲
- ふれんず♡（2021年、フェアリープロジェクトレコード、総合プロデューサー：伊藤裕規、作詞・作曲：長山翼、編曲：Sei Kawahara）
- 誠の刃（2021年、フェアリープロジェクトレコード、総合プロデューサー：伊藤裕規、作詞・作曲：長山翼、編曲：アキト）

## 写真集
- りょうかの「ナイショだよ♡」（2021年、株式会社EXCELLENT INNOVATION、総合プロデューサー：伊藤裕規、撮影：井上朋紀）